# 豹房

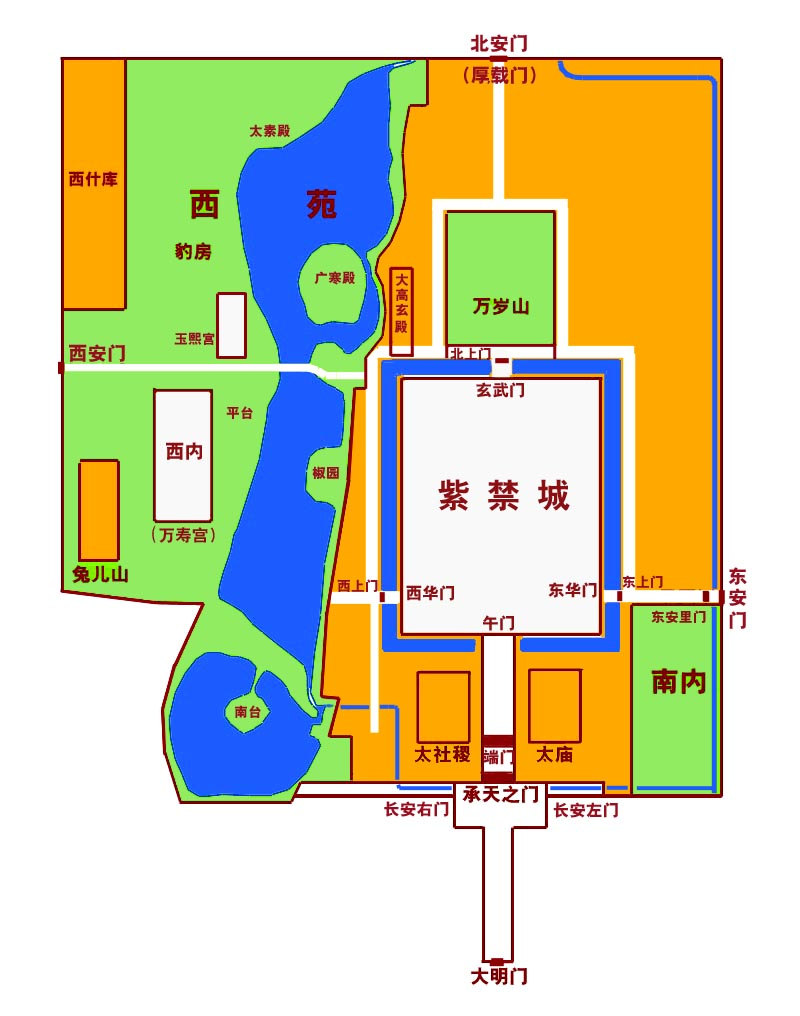
明朝北京皇城地图，图中左侧的“西苑”内标有“豹房”，但來源不明與史料不符

豹房，明武宗朱厚照所建之別宮，位于西华门外，与宫殿相连，有室两百多间，历时五年落成，耗费国库白银二十四万多两。为了區別於其他豹房，后人稱“武宗豹房”或“西苑豹房”。
相關建築有太素殿、天鵝房、船塢、腾禧殿、鎮國寺、內校場。按《钦定日下旧闻考》，故知豹房之西的腾禧殿才是劉良等教坊司女樂承幸之處，其內教坊司自元代起就在其附近。虎城西北隅有豹房，百兽房在虎城之后，连楹南向。內校場在今紫金閣。可知整體建築功能包含宗教、寢宮遊樂之所。

## 簡介
明朝皇帝及貴族豢養動物之風達到鼎盛，當時光北京就建有虎豹園、虎城、象房、豹房、鹁鸽房、鹿场、鹰房等場所。
明武宗所建之行宮名曰“豹房”，本应是豢养生猛野兽、禽鸟虫鱼的处所，其中更应以豹为主。但实际上，据明人沈德符所著的《万历野获编》和明朝首辅大臣朱国桢所著的《涌幢小品》等史料记载，豹房中仅有文豹一只、土豹三只。
明武宗建立豹房，江彬为皇帝物色民间美女充实其中以供皇帝淫乐之用。又在明武宗面前赞扬军官马昂之妹马姬美若天仙，又娴熟骑射，能歌善舞，会说外语。武宗不顾她已有身孕，命她进入豹房。
正德十六年（1521年）三月十三日，明武宗死於豹房，张太后下旨，逮捕江彬等人下獄。
現在北京地名中仍有豹房的名稱。